# Automolius rotundus
Automolius rotundus är en skalbaggsart som beskrevs av Blackburn 1906. Automolius rotundus ingår i släktet Automolius och familjen Melolonthidae. Inga underarter finns listade.